# Guy de Faucigny
Guy de Faucigny, probablement mort à la Toussaint 1119 voire l'année suivante, est un évêque catholique de la fin du XIe siècle et du début du siècle suivant, issu de la maison de Faucigny.

## Biographie

### Origines
Guy (Gui, Guido ou Wido) de Faucigny est né à une date inconnue. Il est le fils de Louis de Faucigny, seigneur de Faucigny, et de Thetberge/Tetberge ou Thietburge,,,. Sa mère pourrait être la fille de Rodolphe de Rheinfelden, duc de Souabe et Thetberge en 1060-1061.
Il a deux frères, Amédée, considéré comme l'auteur probable, mais sans certitudes, de la famille de Blonay, et Guillaume/Willelme, qui succède à leur père. Il semble avoir aussi pour frère utérin le futur comte de Genève Aymon,,.
Guy de Faucigny est signataire de deux chartes en faveur du prieuré de Contamine (1083 et 1119) dans lesquelles il « [énumère] ses ancêtres et la plupart de ses parents, en sorte qu'il fournit pour quatre générations successives la généalogie incontestable de sa famille »,.

### Épiscopat
Mentionné pour la première fois en 1083 lors d'une donation, Guy de Faucigny pourrait être devenu évêque de Genève, au plus tôt vers 1178, bien que les différentes listes épiscopales le place à partir de 1083. Frédéric Charles Jean de Gingins de la Sarraz, dans Histoire de la cité et du canton des Équestres (1865), contestait notamment les travaux de Joseph-Antoine Besson (1759) plaçant son accession vers 1170 ou encore ceux de Jean-Louis Grillet qui donnent son élection en 1073.
Il semble avoir été chanoine de Saint-Jean de Lyon lorsqu'il devient évêque, en 1060 (Vachet le nomme Guy de Genève, fils du comte Girard).
Gingins de la Sarraz indique que selon le « cartulaire de l'église Lausanne, les personnes de grande naissance, à peine sortie de l'adolescence, obtenaient des canonicats et s'en allaient ensuite achever leurs études théologiques dans quelques études célèbres ». Ainsi, ce fils issu d'une famille de haute noblesse, magne [...] nobilitatis, selon les mots de l'abbé de Cluny, Pierre le Vénérable,, lorsqu'il accède au siège épiscopal de Genève, « guère [...] plus de 21 ans ».
L'évêque est à l'origine du développement monastique dans le diocèse. Ainsi l'abbé de Cluny, Pierre le Vénérable, aurait reçu une soixantaine d'églises de la part de l'évêque. Ce chiffre représente, selon les estimations, un septième de l'ensemble des églises du Genevois. Il donne ainsi, en 1083, l'église dédiée à Saint-Pierre et Saint-Paul (aujourd'hui placée sous la patronage de Sainte-Foy) de Contamine-sur-Arve, à l'origine d'un prieuré bénédictin,,. Les deux chartes de donation sont ainsi les premiers documents le mentionnant,.
Pierre le Vénérable, neuvième abbé de Cluny, critique les membres du clergé séculier dans son Livre des merveilles de Dieu (De Miraculis) et particulièrement l'évêque de Faucigny. Dans son ouvrage, il décrit ainsi le prélat : « Il était de haute noblesse selon le siècle et, à cause de cela, d'une vie beaucoup plus dissolue qu'il n'aurait convenu à un évêque » (Fuit hic magne secundum seculum nobilitatis, et ideo multo plus quam episcopum decuisset uite dissolutioris). Il ajoute « comme il était en effet le frère d'Aymon, comte de cette même ville, aussi plein d'assurance dans la noblesse de son rang que dans sa dignité ecclésiastique, entouré de tous côtés par la puissance et les richesses, il se consacrait davantage au monde qu'à Dieu, aux occupations charnelles que spirituelles ».

### Mort
La date de décès de Guy de Faucigny n'est pas connue. Son dernier acte remonte au 8 octobre 1119,. Les auteurs Jean-Pierre Torrell et Denise Bouthillier (1992) annotent le Livre des merveilles de Dieu (De Miraculis) ainsi « Guy de Faucigny, mort à la Toussaint de 1119, après 42 ans d'épiscopat ». Les auteurs du Régeste genevois (1866) indiquent que « La liste de la Bible de Saint-Pierre dit que l'épiscopat de Guy dura quarante et un ans et que cet évêque mourut le 31 octobre. [...] l'hypothèse des historiens qui placent sa mort en 1120 paraît vraisemblable ».
Sa mort survient quelques années avant la paix de Worms de 1122, entre le Pape et l'Empereur. Humbert de Grammont lui succède.

## Sceaux
Amédée de Foras indique que les sceaux de l'évêque portent trois pals et non du pallé, comme l'écu moderne de la famille.

### Régeste genevois
1. 1 2  Acte du 1er février 1083 in Régeste genevois, 1866, p. 62 (lire en ligne ou version numérique (REG 0/0/1/215).
2. ↑  Acte du 2 septembre 1119 in Régeste genevois, 1866, p. 71 (lire en ligne ou version numérique REG 0/0/1/256).
3. 1 2 3  Régeste genevois, 1866, p. 60-61 (présentation en ligne).

### Autres références
1. 1 2  Frédéric Charles Jean de Gingins de la Sarraz, « Histoire de la cité et du canton des Équestres : suivie de divers autres opuscules », Mémoires et Documents (Société d'histoire de la Suisse romande), G. Bridel, t. XX,‎ 1865, p. 260-261 (lire en ligne).
2. ↑  Charte du 4 septembre 1119 "patris mei Ludovici et avi mei Ermenradi…" Cluny V 3940, p. 293.
3. ↑  Charte du 4 septembre 1119 "matrie mee Teberge" Cluny V 3940, p. 293.
4. ↑  Léon Ménabréa, Des origines féodales dans les Alpes occidentales, Imprimerie royale, 1865, 596 p. (lire en ligne), p. 351-369 , Chapitre V..
5. 1 2 3  Henri Baud, Jean-Yves Mariotte, Alain Guerrier, Histoire des communes savoyardes : Le Faucigny, Roanne, Éditions Horvath, 1980, 619 p. (ISBN 2-7171-0159-4), p. 11-13.
6. 1 2 3 4  Ansgar Wildermann / trad. : Marie Ellenberger-Leuba, « Guy de Faucigny » dans le Dictionnaire historique de la Suisse en ligne, version du 17 novembre 2004.
7. 1 2  Gustave Chaix d'Est-Ange, Dictionnaire des familles françaises anciennes ou notables à la fin du XIXe siècle, t. XVII. Fab-Fei, Evreux, imprimerie Charles Herisseys, 1921 (lire en ligne), p. 136-143, « Faucigny-Lucinge, de Coligny et de Cystria (de) ».
8. ↑  Pierre Duparc, Le comté de Genève, (IXe – XVe siècles), t. XXXIX, Genève, Société d’histoire et d’archéologie de Genève, coll. « Mémoires et documents » (réimpr. 1978) (1re éd. 1955), 621 p. (lire en ligne), p. 92.
9. ↑  Nicolas Carrier, La vie montagnarde en Faucigny à la fin du Moyen Âge, Éditions L'Harmattan, 2001, 620 p. (ISBN 978-2-7475-1592-4, lire en ligne), p. 27.
10. 1 2 3  Amédée de Foras, Armorial et nobiliaire de l'ancien duché de Savoie, vol. 2, Grenoble, Allier Frères, 1863-1910 (lire en ligne), p. 317-354, « Faucigny (de) ».
11. ↑  Catherine Santschi, « Genève (diocèse, évêché) » dans le Dictionnaire historique de la Suisse en ligne, version du 11 juillet 2007.
12. ↑  Joseph-Antoine Besson, Mémoires pour l'histoire ecclésiastique des diocèses de Genève, Tarentaise, Aoste et Maurienne et du décanat de Savoye, S. Hénault, 1759 (copie de l'exemplaire bibliotheque cant. et univ. lausanne), 506 p. (lire en ligne).
13. ↑  Jean-Louis Grillet, Dictionnaire historique, littéraire et statistique des départements du Mont-Blanc et du Léman, contenant l'histoire ancienne et moderne de la Savoie, vol. 3, t. 2, Chambéry, J.F. Puthod, 1807, p. 259 (vol. II).
14. 1 2 3 4 5  Frédéric Charles Jean de Gingins de la Sarraz, « Histoire de la cité et du canton des Équestres : suivie de divers autres opuscules », Mémoires et Documents (Société d'histoire de la Suisse romande), G. Bridel, t. XX,‎ 1865, p. 264-265 (lire en ligne).
15. ↑  Adolphe Vachet et Pierre Hector Coullié, Les anciens chanoines-comtes de Lyon, Lyon, impr. de E. Vitte, 1897, 388 p. (lire en ligne), p. 141.
16. ↑  Pierre le Vénérable (auteur), Jean-Pierre Torrell (traducteur et éditeur scientifique) et Denise Bouthillier (traductrice et éditrice scientifique) (trad. du latin), Livre des merveilles de Dieu (De Miraculis), Paris et Fribourg, Cerf et Éditions Universitaires de Fribourg, 1992, 302 p. (ISBN 2-8271-0527-6 et 2-204-04578-0, lire en ligne), p. 158 et suivantes, « Chapitre XXIV De l'évêque de Genève, Guy ».
17. 1 2 3  Diocèse, 1985, p. 39-40 (lire en ligne).
18. ↑  Paul Guichonnet, Nouvelle encyclopédie de la Haute-Savoie : Hier et aujourd'hui, Montmélian, La Fontaine de Siloé, 2007, 399 p. (ISBN 978-2-84206-374-0, lire en ligne), p. 163.
19. ↑  Henri Baud, Jean-Yves Mariotte, Alain Guerrier, Histoire des communes savoyardes : Le Faucigny, Roanne, Éditions Horvath, 1980, 619 p. (ISBN 2-7171-0159-4), p. 55.
20. ↑  Pierre le Vénérable (auteur), Jean-Pierre Torrell (traducteur et éditeur scientifique) et Denise Bouthillier (traductrice et éditrice scientifique) (trad. du latin), Livre des merveilles de Dieu (De Miraculis), Paris et Fribourg, Cerf et Editions Universitaires de Fribourg, 1992, 302 p. (ISBN 2-8271-0527-6 et 2-204-04578-0, lire en ligne), p. 43.
21. 1 2 3  Pierre le Vénérable (auteur), Jean-Pierre Torrell (traducteur et éditeur scientifique) et Denise Bouthillier (traductrice et éditrice scientifique) (trad. du latin), Livre des merveilles de Dieu (De Miraculis), Paris et Fribourg, Cerf et Éditions Universitaires de Fribourg, 1992, 302 p. (ISBN 2-8271-0527-6 et 2-204-04578-0, lire en ligne), p. 158 et suivantes, « Chapitre XXIV De l'évêque de Genève, Guy ».